# روجر ريفيير
روجر ريفيير (بالفرنسية: Roger Rivière)‏ مواليد 23 فبراير 1936 في سانت إتيان، فرنسا - الوفاة 1 أبريل 1976 في فرنسا، كان دراج فرنسي في صنف سباق الدراجات على الطريق.

## سباقات أو مراحل فاز بها
- طواف فرنسا
- طواف إسبانيا

## وصلات خارجية
- الموقع الرسمي

## روابط خارجية
- روجر ريفيير على موقع أرشيف الدراجات (الإنجليزية)
- روجر ريفيير على موقع إحصائيات الدراجات الإحترافية (الإنجليزية)
- روجر ريفيير على موقع CycleBase (الإنجليزية)